# Maskování

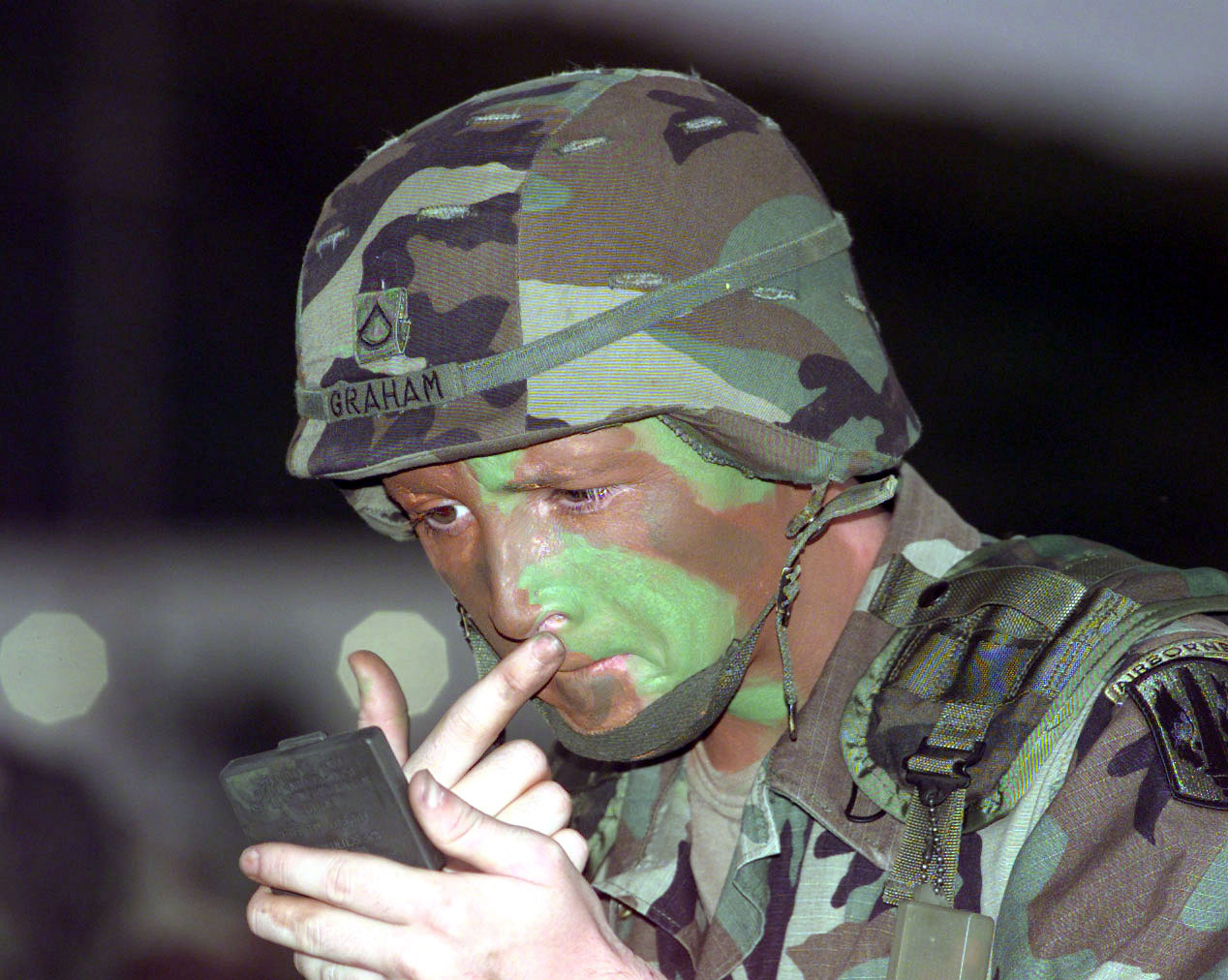
V praxi je maskování často využíváno v ozbrojených silách

Maskování čili kamufláž je činnost, při které se člověk nebo objekt přizpůsobuje svému okolí tak, aby nebylo snadné ho zpozorovat či detekovat. (V přírodě se rovněž často vyskytuje podobný jev, maskování u živočichů, někdy i aktivní změna barvy jako u chameleonů.) Maskování se používá zejména při vojenských činnostech, například v podobě kamuflážních nátěrů nebo oblečení (třeba tzv. hejkal). Nemusí však jít pouze o maskování optické; setkat se lze např. i s maskováním termickým proti termokamerám nebo akustickým pomocí různých metod odhlučnění.